# XDS Astana Team/2025
Deze pagina geeft een overzicht van de UCI World Tour wielerploeg XDS Astana Team in 2025.

## Algemeen
Algemeen manager: Aleksandr Vinokoerov
Teammanager: Aleksandr Sjefer
Ploegleiders: Bruno Cenghialta, Claudio Cucinotta, Dario Cataldo, Peter Kennaugh, Laurenzo Lapage, Mario Manzoni, Mark Renshaw, Dimitri Sedoen, Sergej Jakovlev, Stefano Zanini
Fietsen: XDS
Kleding: Biemme

## Renners
| Naam                    | Geboortedatum | Nationaliteit | Ploeg 2024                                   |
| ----------------------- | ------------- | ------------- | -------------------------------------------- |
| Davide Ballerini        | 21-09-1994    | Italië        |                                              |
| Alberto Bettiol         | 29-10-1993    | Italië        |                                              |
| Cees Bol                | 25-07-1995    | Nederland     |                                              |
| Clément Champoussin     | 29-05-1998    | Frankrijk     | Arkéa-B&B Hotels                             |
| Anthon Charmig          | 25-03-1998    | Denemarken    |                                              |
| Nicola Conci            | 05-01-1997    | Italië        | Alpecin-Deceuninck                           |
| Jevgeni Fjodorov        | 16-02-2000    | Kazachstan    |                                              |
| Lorenzo Fortunato       | 09-05-1996    | Italië        |                                              |
| Aaron Gate              | 26-11-1990    | Nieuw-Zeeland | Burgos-BH                                    |
| Michele Gazzoli         | 04-03-1999    | Italië        |                                              |
| Sergio Higuita          | 01-08-1997    | Colombia      | Red Bull-BORA-hansgrohe                      |
| Florian Samuel Kajamini | 28-02-2003    | Italië        | Team MBH Bank Colpack Ballan                 |
| Max Kanter              | 22-10-1977    | Duitsland     |                                              |
| Anton Koezmin           | 20-11-1996    | Kazachstan    | [ 1 ]                                        |
| Harold Martín López     | 03-12-2000    | Ecuador       |                                              |
| Matteo Malucelli        | 20-10-1993    | Italië        | JCL Team UKYO                                |
| Fausto Masnada          | 06-11-1993    | Italië        | Soudal Quick-Step                            |
| Henok Mulubrhan         | 11-11-1999    | Eritrea       |                                              |
| Wout Poels              | 01-10-1987    | Nederland     | Bahrain-Victorious                           |
| Alessandro Romele       | 30-08-2003    | Italië        | Astana Qazaqstan Development Team            |
| Christian Scaroni       | 16-10-1997    | Italië        |                                              |
| Ide Schelling           | 06-02-1998    | Nederland     |                                              |
| Haoyu Su                | 26-10-2000    | China         | China Glory-Mentech Continental Cycling Team |
| Harold Tejada           | 27-04-1997    | Colombia      |                                              |
| Mike Teunissen          | 25-08-1992    | Nederland     | Intermarché-Wanty                            |
| Davide Toneatti         | 09-04-2001    | Italië        | Astana Qazaqstan Development Team            |
| Diego Ulissi            | 15-07-1989    | Italië        | UAE Team Emirates                            |
| Darren van Bekkum       | 20-03-2002    | Nederland     | Team Visma-Lease a Bike Development          |
| Simone Velasco          | 02-12-1995    | Italië        |                                              |
| Nicolas Vinokoerov      | 07-07-2002    | Kazachstan    |                                              |

### Vertrokken
| Naam                | Geboortedatum | Nationaliteit       | Ploeg 2025                                   |
| ------------------- | ------------- | ------------------- | -------------------------------------------- |
| Samuele Battistella | 14-11-1998    | Italië              | EF Education-EasyPost                        |
| Gleb Brussenskii    | 18-04-2000    | Kazachstan          | Gestopt                                      |
| Mark Cavendish      | 21-05-1985    | Verenigd Koninkrijk | Gestopt                                      |
| Igor Tsjzjan        | 02-10-1999    | Kazachstan          | China Glory-Mentech Continental Cycling Team |
| Gianmarco Garofoli  | 06-10-2002    | Italië              | Soudal Quick-Step                            |
| Evgenii Giditş      | 19-05-1996    | Kazachstan          | China Glory-Mentech Continental Cycling Team |
| Dmitri Groezdev     | 13-03-1986    | Kazachstan          | ?                                            |
| Aleksej Loetsenko   | 07-09-1992    | Kazachstan          | Israel-Premier Tech                          |
| Daniil Maroechin    | 13-02-1999    | Kazachstan          | Astana Qazaqstan Development Team            |
| Michael Mørkøv      | 30-04-1985    | Denemarken          | Gestopt                                      |
| Vadim Pronskii      | 04-06-1998    | Kazachstan          | Terengganu Cycling Team                      |
| Rüdiger Selig       | 19-02-1989    | Duitsland           | Gestopt                                      |
| Gleb Syritsa        | 14-04-2000    | Rusland             | Astana Qazaqstan Development Team            |
| Santiago Umba       | 20-11-2002    | Colombia            | Astana Qazaqstan Development Team            |

## Overwinningen
| Nationale kampioenschappen wielrennen Kazachstan - tijdrit: Jevgeni Fjodorov Kazachstan - weg: Jevgeni Fjodorov Classic Var Christian Scaroni Ronde van de Alpes-Maritimes 1e etappe: Christian Scaroni Eindklassement: Christian Scaroni Ronde van Griekenland Eindklassement: Harold Martín López Puntenklassement: Diego Ulissi Ronde van Hainan 1e etappe: Matteo Malucelli 4e etappe: Aaron Gate Ronde van Turkije 3e etappe: Lev Gonov 4e etappe: Wout Poels 6e etappe: Harold Martín López 8e etappe: Matteo Malucelli Eindklassement: Wout Poels Bergklassement: Wout Poels | Ronde van Romandië 2e etappe: Lorenzo Fortunato Famenne Ardenne Classic Max Kanter Ronde van Hongarije 3e etappe: Harold Martín López Eindklassement: Harold Martín López Ronde van Italië 16e etappe: Christian Scaroni Bergklassement: Lorenzo Fortunato Boucles de la Mayenne 2e etappe: Aaron Gate Eindklassement: Aaron Gate Ronde van de Apennijnen Diego Ulissi Ronde van Qinghai 6e etappe: Henok Mulubrhan Eindklassement: Henok Mulubrhan Puntenklassement: Henok Mulubrhan Ploegenklassement: *1) | Ronde van Oostenrijk Bergklassement: Nicolas Vinokoerov Arctic Race of Norway Ploegenklassement: *2) |

*1) Ploeg Ronde van Qinghai: Gate, Gazzoli, Kajamini, Koezmin, López, Mulubrhan, Umba
*2) Ploeg Arctic Race of Norway: Ballerini, Bol, Champoussin, Charmig, Gate, Scaroni
2005 · 2006 · 2007 · 2008 · 2009 · 2010 · 2011 · 2012 · 2013 · 2014 · 2015 · 2016 · 2017 · 2018 · 2019 · 2020 · 2021 · 2022 · 2023 · 2024 · 2025
Alpecin-Deceuninck · Arkéa-B&B Hotels · Bahrain Victorious · Cofidis · Decathlon AG2R La Mondiale Team · EF Education-EasyPost · Groupama-FDJ · INEOS Grenadiers · Intermarché-Wanty · Lidl-Trek · Movistar Team · Red Bull-BORA-hansgrohe · Soudal Quick-Step · Jayco AlUla · Team Picnic PostNL · UAE Team Emirates-XRG · Visma-Lease a Bike · XDS Astana Team